# Volkmar Andreae
Pour les articles homonymes, voir Andreae.
Volkmar Andreae, né le 5 juillet 1879 à Berne et mort le 18 juin 1962 à Zurich, est un compositeur et chef d’orchestre suisse.

## Biographie
Il apprend le piano et la composition avec Karl Munzinger. De 1897 à 1900 il étudie à la Hochschule für Musik de Cologne où il est élève de Fritz Brun, Franz Wüllner et Friedrich Wilhelm Franke. En 1900 il est répétiteur à la Hofoper de Munich.
En 1902 il reprend la direction du Gemischten Chores Zürich, et cela jusqu’en 1949. En parallèle il assure la direction du Stadtsängerverein Winterthur de 1902 à 1914 et de 1904 à 1914 du Männerchores Zürich. En outre, de 1906 à 1949, il est chef titulaire de l’Orchestre de la Tonhalle et, de 1914 à 1939, directeur du Conservatoire de Zurich.
Ensuite il est enseignant et compositeur à Vienne et chef d’orchestre. Sa prédilection était pour les symphonies d’Anton Bruckner, dont il fut le premier à jouer en 1953 l’intégralité pour la Radio autrichienne avec les Wiener Symphoniker, l’Orchestre Symphonique de Vienne. Il les a aussi jouées avec l’Orchestre Symphonique d’État autrichien et avec la Tonhalle de Zurich. Le cycle a été publié pour la première fois en CD en 2009. Les propres compositions d’Andreae comprennent des opéras, des œuvres symphoniques, de la musique de chambre, des concertos pour piano, pour violon et pour hautbois, de la musique pour piano, pour chœur et des lieder.
Son fils est le pianiste Hans Andreae. L'un de ses petits-enfants, le fils de Hans, est le chef d'orchestre et compositeur Marc Andreae.